# Феліп Ортіс
Феліп Ортіс (ісп. Felip Ortiz, нар. 27 квітня 1977, Льєйда) — іспанський футболіст, що грав на позиції воротаря. По завершенні ігрової кар'єри — тренер.

## Клубна кар'єра
Народився 27 квітня 1977 року в місті Льєйда. Вихованець футбольної школи клубу «Барселона». З 1996 року грав за третю та резервну команду, але до першої команди так і не пробився.
1999 року уклав контракт з клубом «Екстремадура» з Сегунди, у складі якого провів наступні три роки своєї кар'єри гравця.
З 2002 року три сезони захищав кольори клубу «Хімнастік». Більшість часу, проведеного у складі «Хімнастіка», був основним гравцем команди.
З 2005 року два сезони захищав кольори клубу «Саламанка». Граючи у складі «Саламанки» також здебільшого виходив на поле в основному складі команди.
У сезоні 2007/08 грав у Сегунді Б за «Оріуелу», після чого ще два роки грав за «Хімнастік».
Завершував ігрову кар'єру у іспанських аматорських командах «Аско», «Морель», «Торрефорта», за яку виступав до 2012 року.

## Виступи за збірні
У складі юнацької збірної Іспанії (U-20) брав участь у молодіжному чемпіонаті світу 1997 року у Малайзії, де зіграв один матч проти Коста-Рики. Загалом на юнацькому рівні взяв участь у 3 іграх.
Протягом 1998—1999 років залучався до складу молодіжної збірної Іспанії, з якою став бронзовим призером молодіжного чемпіонату Європи 2000 року у Словаччині. Всього на молодіжному рівні зіграв у 6 офіційних матчах.
У складі олімпійської збірної Іспанії брав участь у футбольному турнірі літньої Олімпіади 2000 року в Сіднеї, ставши разом із командою срібним призером, але на поле на турнірі не виходив.

## Кар'єра тренера
По завершенні ігрової кар'єри повернувся у «Хімнастік», де стапочтку був тренером академії, а у 2013–2015 роках був тренером воротарів першої команди. Після цього у 2015–2018 роках був асистентом Херарда Лопеса у «Барселоні Б».
У 2018—2020 працював тренером воротарів у Китаї в штабі свого співвітчизника Серхі Бархуана в клубі «Ханчжоу Грінтаун». У 2021–2022 роках працював у штабі Бархуана в «Барселоні Б».
У 2022–2023 роках був помічником головного тренера Вісенте Морено у саудівському клубі «Аш-Шабаб» (Ер-Ріяд).